# 2D Boy
2D Boy é uma desenvolvedora independente de jogos eletrônicos estadunidense fundada por Kyle Gabler e Ron Carmel, ex-funcionários da empresa Electronic Arts.
O primeiro lançamento da 2D Boy foi o World of Goo, um jogo independente do tipo puzzle, onde é necessário criar estruturas com as bolas goo e chegar no cano, que iria sugá-las. O jogo ganhou no "Independent Games Festival" o prêmio de "Inovação em Design" e "Excelência Técnica". Também ganhou grande atenção quando a 2D Boy lançou a promoção de "pague-quanto-quiser" para ter World of Goo.
Em julho de 2010, a 2D Boy se juntou com a Number None e a Thatgamecompany para começar o programa Indie Fund, um programa para auxiliar os desenvolvedores independentes.